# Matěj vůdce
Matěj vůdce, označovaný také jako Matěj z Dvorce (datum narození není známo, popraven roku 1409 v Českých Budějovicích) byl vůdcem tlupy lapků, škodící na zboží Rožmberků a královského města Českých Budějovic. Je známý zvláště díky tomu, že se k jeho skupině někdy mezi lety 1407–1408 přidala další tříčlenná lapkovská skupinka, ve které se nacházel Jan Žižka, jeho bratr Jaroslav a jistý Jindřich. Operačním prostorem této tlupy byly jižní Čechy.
Podle rožmberských a jihlavských popravčích knih z té doby byli členy Matějovy skupiny kromě Žižky, jeho bratra a již zmíněného Jindřicha také Jan Koluch z Pňové Lhoty a jeho syn Janek, Martin Brada Plachtík, Jindřich z Doudleb, Halba z Chotěboře, Jiřink z Plzeňska, Hansl Uher, Jan Holý řečený Maříček, Sýkora, Jilmiš, Polák, Vítek, Byňovec a další. Matěj byl pravděpodobně zchudlým zemanem, stejně jako mnoho jeho druhů. Většina zemanů měla s sebou své pacholky, takže se jednalo o poměrně velkou skupinu. Většinou se živili loupežemi na silnicích, přepadáváním kupců a jiných lidí.

## Zápisy z Rožmberské popravčí knihy
O činnosti Matějovy tlupy se lze dozvědět pouze z tzv. popravčích knih, do kterých se zapisovaly výpovědi vyslýchaných provinilců.
Tak např. o Janu Žižkovi jsou uvedeny informace z výslechu jistého Pivce, patřícího k čeledi pana Sokola z Lamberka, který vše vyslechl od druha Žižky, jistého Jana Holého. Další informace pak vypověděl na Žižku při výslechu samotný Matěj vůdce. O Žižkovi se tak uvádí, že „pobral vozy páně z Rožmberka a spolu s bratrem svým a Jindřichem (Doudlebským) vzal slanečky kdesi, zabil jednoho člověka páně Jindřicha Rožmberského, s Martinem Bradou a střelci jeho jal jakéhosi Podolce a Albrechta, bratra Jana Lysého, pro peníze, chtíce je na nich míti, jinde zase s Jiřinkem, Halbou, Hanslem Uhrem a Polákem pobral zboží kupecké a jiné, kteréž odvezli do Rakous, jindy opět zboží na silnici u Mirotic nedaleko Píska, jindy na silnici u Strážkova společně s jakýmsi Karlíkem Míšňanem drahně sukna, kteréž odnesli na Jemnici v Moravě“.
Samotný Matěj vyznal roku 1409 na mučidlech v Českých Budějovicích, že:
- u Strážkovic oloupil s Benešem z Heršláku kupce o 105 zlatých a koně,
- u tvrze Třtalova spolu s Šimánkem z Jemnice uloupili na silnici dva pytle šafránu, 10 koní a 6 štočků barchetu,
- s Limbergarem z Bavor na silnici u Suchdola pobrali 14 koní, několik samostřílů a 27 kop grošů,
- za Kaplicí v lese řečeném Kramář spolu s Benešem z Heršláku vzali kupci dvě kopy grošů, samostříl a šest perníků,
- za Velešínem u lesa zvaného Hřeben ukradli kupcům ze Salcburku 28 štočků barevného sukna,
- atd.

Matějova skupina se však nezabývala pouze drobnými loupežemi. Její plány se také např. týkaly obsazení některých hradů v jižních Čechách. Matěj se se svými druhy pokusil získat královský hrad Hus na Prachaticku, kde byl v té době purkrabím Mikuláš z Pístného, který zrovna válčil v Rakousku. Jindy měli v plánu zmocnit se Nových Hradů. Pomocníkem v tom jim byl jistý Hynek, služebník moravského šlechtice Viléma Sudlice z Rabštejna u Jemnice, který pro ně vyráběl provazy pro zlézání hradeb. Dále se uvádí, že Oldřich z Lomnice zradil hrad i město Alšíkovi Bítovskému, který je chtěl dobýt pomocí Matějovy skupiny a dalších lapků z moravských Jevišovic.
Z toho vyplývá, že Matějova skupina si své akce často plánovala ve spojení s mocnými nepřáteli tehdy jižním Čechám vládnoucího Jindřicha III. z Rožmberka. Hlavními Matějovými spojenci zřejmě byli páni Alšík a Litold z Lichtenburka, pro které měl dobýt rožmberský hrad Velešín u Českého Krumlova. Za tímto účelem údajně Matěj bedlivě pozoroval způsob zdvihání mostu na tomto hradě a pak se pokusil s pomocníky utnout provazy u mostu, což se mu zřejmě nepodařilo.

## Matějův konec
O podpoře Matějovy skupiny zvenčí svědčí i to, že měla např. od purkrabího královského na hradě Zvíkově, Zachaře ze Stovic, přislíbený přístup na hrad Zvíkov, pokud by jim toho bylo potřeba. Je možné, že někteří členové Matějovy skupiny byli i ve styku se šlechtici, kteří stáli na straně krále Václava IV. a Rožmberkům škodili před rokem 1405, jako byl např. Jan Sokol z Lamberka.
Po roce 1405, kdy došlo k narovnání mezi králem Václavem IV. a Rožmberky, byl každý další boj proti Rožmberkům považován i za protivení se králi. Zároveň již v únoru roku 1402 přijal zemský soud usnesení odsuzující všechny druhy jednání, kvalifikované jako delikt moci a roku 1404, již po návratu krále ze zajetí, bylo toto usnesení znovu potvrzeno. Toto jednání zahrnovalo nejen např. vojenskou službu proti zemi, silniční loupeže či přechovávání a ukrývání vyhlášených zhoubců a škůdců, ale také zákaz opovědi, neboli vyhlášení nepřátelství mezi šlechtici. A právě tu použili někteří zemané v Matějově tlupě (mj. i Jan Žižka), protože to byla jediná možná zbraň proti bezpráví, páchaném na nich vyšší šlechtou. Roku 1407 navíc Jindřich III. Rožmberský přesunul svou pozornost od záležitostí Rožmberků v Rakousích na Jižní Čechy a začal se tvrdě vypořádávat s loupežnickými tlupami. Matějovu tlupu tak někteří její členové opouštěli, např. Jan Žižka dostal roku 1409 milost od samotného krále Václava IV., jiní skončili na popravišti (Byňovec, Koluchův syn Janek a další). Samotný Matěj vůdce byl dopaden v roce 1409, v Českých Budějovicích byl podroben útrpnému právu a nakonec byl tamtéž také oběšen.